# Concatedral del Sagrado Corazón (Houston)
La Concatedral del Sagrado Corazón (en inglés: Co-Cathedral of the Sacred Heart) es un lugar de culto ubicado en el 1111 de San José Parkway en el centro de Houston, Texas, al sur de Estados Unidos. Los asientos de la concatedral le permiten recibir 1.820 personas en sus 32.000 pies cuadrados (3.000 m²) de espacios del santuario. Junto con la venerable basílica catedral de Santa María en Galveston, Sagrado Corazón presta servicios a más de 1,2 millones de católicos en la Arquidiócesis de Galveston- Houston.
En 1847, el Papa Pío IX estableció la Diócesis de Galveston para los 20.000 católicos que vivían en el nuevo estado de Texas. Esta nueva diócesis cubrió un área tan grande como Francia y fue servida por un obispo y diez sacerdotes misioneros.Se construyó una iglesia en Galveston y en 1848 se dedicó como la catedral de Santa María. Santa María fue la primera catedral católica en el estado de Texas y durante más de 100 años fue la única catedral de la Diócesis de Galveston. 
Debido a la enorme crecimiento en la ciudad de Houston, en 1959, el Reverendísimo Wendelin J. Nold, quinto obispo de la Diócesis de Galveston, le fue permitido por Roma erigir una catedral de conveniencia en Houston. Debido a su ubicación central,la  Iglesia del Sagrado corazón, construida en 1911, fue elegida para servir como co-catedral.